# Jamaica en los Juegos Olímpicos de Vancouver 2010
Jamaica estuvo representada en los Juegos Olímpicos de Vancouver 2010 por un deportista que compitió en esquí de fondo.  
El portador de la bandera en la ceremonia de apertura fue el esquiador de fondo Errol Kerr. El equipo olímpico jamaicano no obtuvo ninguna medalla en estos Juegos.